# Мазерати
Maserati S.p.A. (по-често само Maserati, Мазерати) е италианска компания, производител на състезателни и спортни коли, създадена в Болоня на 1 декември 1914 г.
Седалището на компанията е в Модена. Емблемата ѝ представлява тризъбец, елемент от фонтана на Нептун в Болоня. Компанията е производител на луксозни коли, конкуриращ се с „Астон Мартин“ и „Ягуар“, а понякога дори с големи германски компании за масово производство като „Ауди“, „Мерцедес-Бенц“ и БМВ.
От 1993 г. компанията е притежание на италианския автомобилен гигант Фиат Груп. В групата на Фиат е асоциирана с „Ферари“ в подгрупата за спортни коли заедно с „Алфа Ромео“.

## История
Братята Мазерати – Алфриери, Биндо, Карло, Етоне, Ернесто и Марио, са свързани с автомобилите в началото на XX век. Алфриери, Биндо и Ернесто конструират двулитрови коли „Гран При“ за фирмата „Диато“. През 1926 г. „Диато“ увеличава производството на спортни коли, което води до създаването на първото „Мазерати“ и откриването на компания „Мазерати“. Една от първите коли, носещи емблемата „Мазерати“ и спечелила състезанието „Тарга Флорио“ през 1926 г., е управлявана от Алфриери. „МАзерати“ започва да създават четири, шест, осем и шестнадесет-цилиндрови състезателни коли. Смята се, че художник с името Марио създава емблемата с тризъбеца. Алфриери умира през 1932 г., но останалите трима братя продължават да работят във фирмата и да конструират коли, които печелят състезания.
В периода 1968-1975 г. компанията е собственост на френския производител Ситроен, като продукт на колаборацията между двете марки са модели като Citroën SM и Quattroporte.
Мазерати е собственост на друг италиански прозводител Де Томасо в периода 1975 – 1989.
През 2005 г., вследствие от решението между FIAT и „Дженъръл Мотърс“, „Мазерати“ е отделено от „Ферари“ и върнато под пълния контрол на Фиат. Фирмата е решила да създаде поредица от луксозни спортни коли под името „Мазерати“. Поради гореспоменатия договор ГМ трябва да плати на Фиат 1 милиард долара.
В САЩ „Мазерати“ има следните продажби:
- 2005 – 2006 коли
- 2006 – 2108 коли
- 2007 – 2540 коли

В края на първата половина на 2007 г. „Maserati“ успява да постигне печалба под управлението на FIAT. 2014 г. бележи исторически рекорд на продадени в Северна Америка за годината коли – общо 13 411, което е повишение със 169% спрямо 2013 г. Световните продажби на „Maserati“ през същата 2014 г. възлизат на около 36 500 коли, което е 136% увеличение спрямо 2013 г.
От 1993 г. „Мазерати“ е собственост на италианско-американския автомобилен гигант Фиат Крайслер Отомобайлс (FCA), като предшественикът на FCA, Фиат С.п.А.
През 2011 г. Мазерати представя своята първа концепт-кола – кросоувъра Мазерати Кубанг. Съгласно официалния сайт, Кубанг е концептуален автомобил, който заменя миналото, оставайки му верен, бележейки пътя към бъдещо технологично превъзходство, което се грижи за околната среда и се характеризира с безпогрешни конструктивни решения.“
През първата половина на 2016 г. започва серийното производство на кросоувера Levante – първият SUV на компанията.

## Галерия
- „Maserati“ 200SL от 1957
- „Maserati“ серия 5000GT от 1959
- „Maserati“ Spyder от 2004
- „Maserati“ Quattroporte
- Емблема на „Maserati Spyder“